# Ramón Cruz Montoya
Ramón Cruz Montoya (Madrid, España, 13 de junio de 1553 – Valladolid, España, 15 de diciembre de 1619), fue un ingeniero arquitecto español, más conocido como asistente del famoso ingeniero militar Juan Bautista Antonelli. Sus proyectos más importantes fueron sus diseños para iglesias nuevas, como la Parroquia de Santa Teresa (1580) en Madrid, y su colaboración en diseños de fortificación, específicamente el Fuerte San Felipe del Morro (1587) y el baluarte de Santo Domingo (1614), por mencionar algunos. Después de completar su último proyecto, el baluarte de Santo Domingo, regresó a Valladolid donde murió en 1619 a causa de una grave pulmonía. 

## Vida
Hijo de Francisco Cruz Balboa, un arquitecto reconocido, y de Marta Montoya Torres, Ramón Cruz Montoya nació el 13 de junio de 1553 en Madrid. Era el tercer hijo de la familia. Ramón y sus tres hermanos obtuvieron una buena educación primaria a cargo de un tutor que les enseñaba matemática, ciencia física, lógica, historia y letras. Este tipo de educación era común en familias de alta posición social como la familia Cruz Montoya. Al ser su padre un exitoso arquitecto, responsable de la Casa de Leyes y Jurisdicción (1525) en Sevilla y la adición de una nueva ala a la Universidad de Sevilla (1534), era natural que los varones Cruz Montoya se interesaran por una carrera en el campo de la arquitectura. Sin embargo, de los cuatro sólo fue Ramón quien se decidió a estudiar arquitectura. Siempre le había gustado dibujar y la creación de edificios. A los diecinueve años, después de haber completado su educación primaria, que también incluyó el francés y el arte de la guerra, continuó sus estudios en la Universidad de Salamanca en 1572 con el fin de ser ingeniero arquitecto. 
Después de cinco años de estudios en la Universidad de Salamanca, Ramón obtuvo su título como ingeniero arquitecto, ansioso por comenzar proyectos y participar en grandes construcciones. Su primer trabajo lo llevó a Valladolid en 1577 a trabajar para el rey Felipe II con un grupo de arquitectos jóvenes para diseñar un anejo a su palacio. El diseño que más le agradara al rey sería el diseño que se construiría. A Felipe II le gustaron tanto los diseños de Ramón que lo escogió como arquitecto para el trabajo y se construyó el anejo de acuerdo a sus planes. Este proyecto fue muy importante para su carrera futura ya que el rey reconoció el talento y el potencial que tenía Ramón. 
Tres años después en 1580, Ramón se dedicó a otro proyecto, este más simple que el de Valladolid, que consistía de la construcción de La Parroquia de Santa Teresa en Madrid. No era tan elaborado como el anejo del palacio en 1577, pero permitió que el público comenzara a verlo como un arquitecto serio con talento para la majestuosidad. La parroquia sigue activa hasta el día de hoy y es visitada diariamente por cientos de turistas, quienes la consideran una de las más bellas parroquias en toda España. 
A pesar de su creciente fama ante el pueblo y la familia real, a Ramón no le ofrecían muchos proyectos y los que sí le ofrecían los declinaba porque no le interesaban. Mientras tanto, en 1582, Ramón regresó a la Universidad de Salamanca, esta vez como profesor, donde enseñó un curso de arquitectura. Este cambio en su vida no le resultó favorable y por eso regresó a Madrid en 1583. Desilusionado por su falta de trabajo, decidió centrarse en otros aspectos de su vida así que se mudó a Valladolid, donde conoció y se casó con María Monte del Río en 1585. En 1586 tuvieron un hijo, Francisco Ramón Cruz Monte. Más tarde, Ramón recibió la oportunidad que estaba esperando para sumergirse en el mundo de la arquitectura. Esta vino directamente de la familia real, del rey Felipe II, quien le pidió a Ramón que viajara a las colonias en América para ayudar con la fortificación de las ciudades. Al rey le había encantado el anejo que había diseñado para su palacio y quiso ayudarlo encargándole este nuevo proyecto. Ramón aceptó inmediatamente y ,en mayo de 1586, se embarcó hacia la isla de San Juan Bautista (actualmente, Puerto Rico).

## En las colonias
Por su posición estratégica en el mar Caribe, San Juan Bautista era muy importante para España. Era un puerto de desembarque en donde lo transportado era guardado para evitar que cayera en manos de los piratas. Ya desde 1539 se había empezado la construcción del Castillo San Felipe del Morro y de la muralla que rodearía la ciudad de Puerto Rico (actualmente San Juan, pues isla y ciudad intercambiaron los nombres). Pero para asegurar la mejor protección para este «estado militar», el rey ordenó un rediseño de los fuertes, en especial del Morro. En esto consistía la tarea de Ramón en San Juan; trabajaría como asistente del famoso Juan Bautista Antonelli, ingeniero militar, quien trabajaría con Juan de Tejada, otro ingeniero muy bien considerado. La mayoría del rediseño se le atribuye, hasta el día de hoy, a Bautista Antonelli y a Tejada porque eran mucho más famosos que Cruz Montoya, pero la colaboración de este fue indispensable para el diseño final, mantenido hasta la actualidad. 
La aportación increíblemente importante de Ramón fue la idea de conectar por túneles subterráneos La Fortaleza, el Castillo San Felipe del Morro, el cementerio de San Juan y el Palacio Santa Catalina. Esta idea resultaría importantísima en caso de un ataque que precisara la movilización de artillería y soldados de forma secreta. También ayudó con otros detalles de la refortificación del Morro. 
Después de haber ganado fama con el rey Felipe II por su gran contribución a la fortificación de San Juan, Ramón regresó a Valladolid para estar con su esposa e hijo. Durante los quince años siguientes se mantuvo en España, trabajando para proyectos de pequeña envergadura, pues quería estar cerca de su familia, que creció con otro hijo y una hija más. 
Su último gran proyecto fue en 1614 cuando, por petición personal del rey, se reunió de nuevo con Juan Bautista Antonelli para el diseño del baluarte de Santo Domingo. Una vez más trabajó como asistente de Antonelli. 
En 1615 regresó a Valladolid, donde vivió sus últimos años con su familia. El 15 de diciembre de 1619 murió debido a una grave pulmonía a los 66 años.

## Su estilo
Ramón Cruz Montoya fue conocido por su estilo simple pero a la vez majestuoso. La Parroquia de Santa Teresa en Madrid constituye un buen ejemplo de su trabajo. Por fuera, su sencilla apariencia engaña porque, por dentro, los techos y las paredes están decorados con elementos muy bellos y elaborados.